# Ilhas Pordim
As Ilhas Pordim (em búlgaro:  острови Пордим, ‘Ostrovi Pordim’ 'os-tro-vi 'por-dim) são duas ilhas adjacentes situadas 870 m (950 yd) a leste-nordeste da Ilha Heywood e 2,1 km (1,3 mi) a noroeste do Cabo Catharina na Ilha Robert, Ilhas Shetland do Sul. Se estendendo a 960 m (1,050 yd) na direção leste-sudeste à oeste-noroeste.  A ilhota maior tem a área de superfície de 10 hectares (25 acres).  O mapeamento búlgaro inicial foi feito em 2009.  Recebeu o nome do povoado de Pordim na Bulgária do norte.